# Kento Yabuuchi
Kento Yabuuchi (薮内 健人 Yabuuchi Kento?, nacido el 21 de enero de 1995 en Osaka) es un futbolista japonés que se desempeña como delantero.

## Trayectoria

### Clubes
| Club    | País  | Año    |
| ------- | ----- | ------ |
| FC Gifu | Japón | 2017 - |

## Estadística de carrera

### J. League
| Club    | Año   | J. League | J. League | Copa J. League | Copa J. League | Total | Total |
| Club    | Año   | Part.     | Goles     | Part.          | Goles          | Part. | Goles |
| ------- | ----- | --------- | --------- | -------------- | -------------- | ----- | ----- |
| FC Gifu | 2017  | 5         | 0         | -              | -              | 5     | 0     |
| Total   | Total | 5         | 0         | 0              | 0              | 5     | 0     |